# Wojna o Rif
Wojna o Rif (hiszp. Guerra del Rif; arab. حروب الريف, Ḥarb ar-Rīf, fr. Guerre du Rif) – konflikt zbrojny toczony od 1920 do 1927 roku pomiędzy kolonialną Hiszpanią (do której później dołączyła Francja) a plemionami Berberów z górzystego regionu Rif w Maroku. Dowodzeni przez Abd al-Karima Rifianie początkowo zadali kilka dotkliwych porażek siłom hiszpańskim, używając taktyki partyzanckiej i zdobycznej, europejskiej broni. Jednak po interwencji militarnej Francji przeciwko nim i głównym lądowaniu wojsk hiszpańskich pod Al Hoceima, uważanym za pierwszy w historii desant morski z użyciem czołgów i samolotów, Abd al-Karim poddał się Francuzom i został wywieziony z Maroka.
Geneza konfliktu sięga lipca 1909 roku, kiedy to hiszpańscy robotnicy budujący most kolejowy zapewniający dostęp do kopalni rud żelaza w pobliżu Melilli zostali zaatakowani przez członków plemienia Rifian. Ten incydent doprowadził do wezwania posiłków wojskowych z Hiszpanii. Seria potyczek w następnych tygodniach kosztowała Hiszpanów ponad tysiąc ofiar. Do września armia hiszpańska miała już 40 000 żołnierzy w północnym Maroku i zajęła regiony plemienne na południe i południowy wschód od Melilli. Operacje wojskowe w Dżebali na zachodzie Maroka rozpoczęły się w 1911 roku wraz z lądowaniem pod Larache. Hiszpanie dążyli do pacyfikacji najbardziej niebezpiecznych obszarów do 1914 roku oraz powolnego procesu konsolidacji granic, który jednak przedłużył się aż do 1919 roku z powodu I wojny światowej.
W następnym roku, po podpisaniu traktatu feskiego, obszar północnego Maroka został przyznany Hiszpanii jako protektorat. Rifianie jednak zdecydowanie stawiali opór Hiszpanom, wywołując konflikt, który trwał kilka kolejnych lat. W 1921 roku wojska hiszpańskie poniosły katastrofalną porażkę w bitwie pod Annual, po wybuchu buntu kierowanego przez przywódcę Rifian, Abd al-Karima. W rezultacie Hiszpanie wycofali się na kilka ufortyfikowanych pozycji, podczas gdy Abd al-Karim stworzył niezależne państwo, Republikę Rifu. Rozwój konfliktu i jego zakończenie zbiegły się w czasie z dyktaturą Miguela Primo de Rivery, który objął dowodzenie nad kampanią w latach 1924–1927. Ponadto, po bitwie pod Uargą w 1925 roku interweniowali Francuzi i ustanowili współpracę wojskową z Hiszpanią, owocującą lądowaniem pod Alhucemas, które okazało się punktem zwrotnym w wojnie. Do 1927 roku Maroko zostało spacyfikowane; Abd-al-Krim poddał się w 1926, a Hiszpanie odzyskali utracone wcześniej tereny.
Wojna o Rif jest nadal uważana przez historyków za kontrowersyjną. Niektórzy widzą w niej zwiastun procesu dekolonizacji Afryki Północnej. Inni uważają ją za jedną z ostatnich wojen kolonialnych, ponieważ decyzja Hiszpanów o podbiciu Rifu – nominalnie części ich marokańskiego protektoratu, ale de facto niezależnego państwa – była katalizatorem wejścia do wojny Francji w 1924 roku. Krwawy konflikt w Maroku pozostawił głębokie rany zarówno w pamięci Hiszpanów, jak i ludności miejscowej. Można go interpretować także jako zapowiedź algierskiej wojny o niepodległość, która miała miejsce trzy dekady później.

## Geneza
Na początku XX wieku Maroko zostało podzielone na protektoraty rządzone przez Francję i Hiszpanię. Region Rifu został przydzielony Hiszpanii, ale biorąc pod uwagę, że sułtani Maroka nie byli w stanie sprawować kontroli nad regionem, suwerenność Hiszpanii nad Rifem była raczej teoretyczna. Przez stulecia plemiona Berberów z Rifu odpierały wszelkie próby narzucenia im panowania przez obcych. Przez wieki Europejczycy widzieli góry Rif i zamieszkujących je ludzi ze statków na Morzu Śródziemnym, ale prawie żaden Europejczyk aż do początku XX wieku nigdy nie zapuścił się w te niegościnne rejony. Walter Burton Harris, marokański korespondent „The Times”, który relacjonował wojnę o Rif, napisał, że jeszcze w 1912 roku tylko „jeden lub dwóch Europejczyków mogło odwiedzić lasy cedrowe leżące na południe od Fezu. Kilku podróżowało przez południowy Atlas i dotarło do Sus... i to było prawie wszystko”. Jak napisał Harris, Berberowie „często byli tak samo niegościnni dla Arabów, jak dla cudzoziemców” i generalnie zabijali każdego obcego, który zapuścił się na ich terytorium.
Vincent Sheean, który relacjonował wojnę dla „The New York Times”, napisał, że Rif był naprawdę pięknym krajobrazem „szkarłatnych gór rzuconych naprzeciwko nieba o hieratycznym błękicie, wąwozów wspaniałych i przerażających, spokojnych zielonych dolin pomiędzy przepaściami”, miejscem, które przypomniało mu jego rodzinne Kolorado. Rif był również bogaty w wysokiej jakości rudy żelaza, które można było łatwo wydobywać w kopalniach odkrywkowych. Obietnica uzyskania przez państwo hiszpańskie dochodów w postaci podatków i tantiem z wydobycia rud żelaza była dla niego zachętą do przejęcia kontroli nad Rifem.
Korona hiszpańska przyznała koncesję na wydobywanie rud żelaza w Rifie milionerowi Horacio Echevarrietcie. Do 1920 roku wydobył on 800 000 ton cennego, wysokiej jakości surowca, stosując stosunkowo niedrogą metodę kopalni odkrywkowych. Choć opłacalne, wydobycie rud żelaza spowodowało w regionie wiele szkód dla środowiska naturalnego i wymagało wysiedlenia rdzennej ludności. Ponieważ nie otrzymali oni żadnego udziału w zyskach, Rifianie wkrótce zaczęli sprzeciwiać się wydobyciom na ich terytorium.
Kiedy król Hiszpanii Alfons XIII wstąpił na tron w 1886 roku, Hiszpania była uważana za światowe mocarstwo z koloniami w obu Amerykach, Afryce, Azji i na Pacyfiku. Jednak w wojnie hiszpańsko-amerykańskiej Hiszpania straciła Kubę, Portoryko i Filipiny, a w 1899 roku sprzedała Niemcom Mariany oraz Wyspy Karolińskie, zachowując tylko niektóre przyczółki na wybrzeżu Maroka i Gwinei Hiszpańskiej. Chcąc zrekompensować utracone ziemie w obu Amerykach i Azji, w Hiszpanii wyłoniła się potężna frakcja afrykańska, na czele której stał król Alfons, pragnący nowego imperium w Afryce. Dążenia te poparł również Kościół rzymskokatolicki, politycznie potężny w ówczesnej Hiszpanii, a większość hiszpańskiego duchowieństwa głosiła potrzebę nowej krucjaty, aby kontynuować rekonkwistę poprzez podbicie Maroka. Z tych wszystkich powodów Hiszpania zaczęła zwiększać swoje wpływy w Rifie w 1909 roku.

## Zaangażowane siły

### Siły rifiańskie
Członkowie plemienia Berberów mieli długą tradycję zaciekłej walki, połączonej z wysokimi standardami skradania się i umiejętności strzeleckich. Byli dobrze dowodzeni przez Abd al-Karima, który wykazał się zarówno wiedzą wojskową, jak i polityczną. Jednak regularna armia Rifian nigdy nie była bardzo liczną siłą. Najlepsi wojownicy utworzyli regularne jednostki, które według Abd al-Karima, cytowanego przez hiszpańskiego gen. Manuela Godeda, liczyły od 6000 do 7000 ludzi. Inne źródła szacują ich siły znacznie niżej, od około 2000 do 3000.
Pozostali Rifianie wchodzili w skład milicji plemiennych, wybrani przez ich Kaidów; nie byli zobowiązani do służby poza swoimi domami i gospodarstwami dłużej niż przez 15 kolejnych dni. Generał Goded oszacował, że w szczytowym momencie, w czerwcu 1924 roku, siły Rifian liczyły około 80 000 ludzi, chociaż Abd al-Karim nigdy nie był w stanie uzbroić w broń palną więcej niż 20 000 ludzi naraz. Jednak siła ta była w dużej mierze wystarczająca na wczesnych etapach wojny. W ostatnich dniach konfliktu siły Rifian liczyły około 12 000 ludzi. Oddziały marokańskie nie były dobrze uzbrojone, nawet ta broń palna, jaką posiadali, była przestarzała i w złym stanie technicznym.

### Siły hiszpańskie

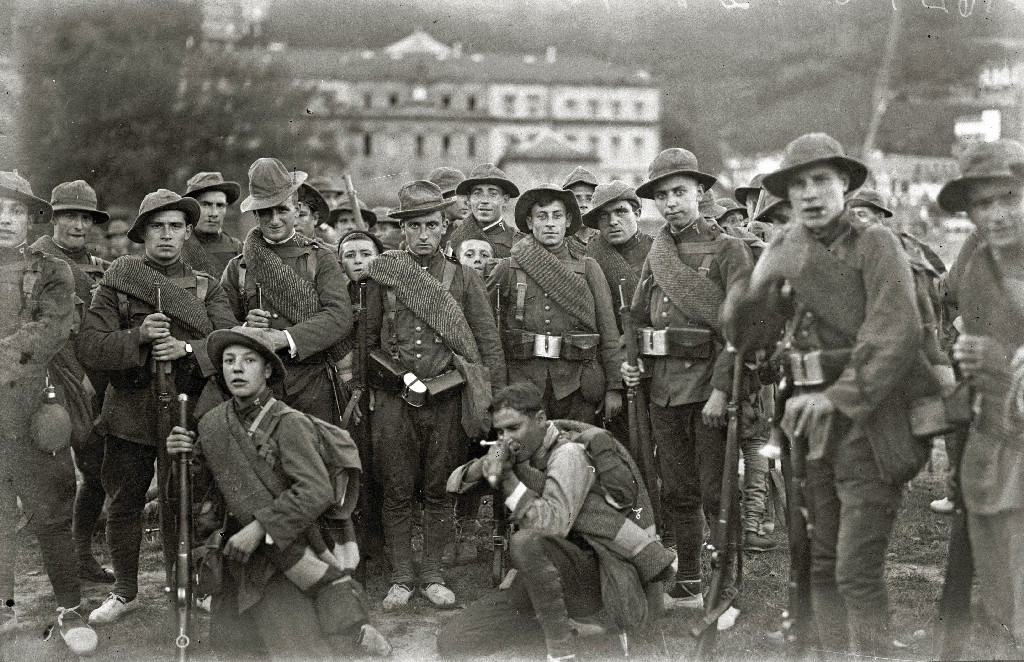
Wojska hiszpańskie w San Sebastián przed wyruszeniem do Maroka

Początkowo siły hiszpańskie w Maroku składały się głównie z poborowych i rezerwistów z Hiszpanii. Te „metropolitarne” wojska były słabo zaopatrzone i przygotowane, niewielu żołnierzy posiadało umiejętności strzeleckie i odpowiednie wyszkolenie bojowe, a wśród oficerów odnotowano powszechną korupcję, redukującą zapasy i morale. Spośród hiszpańskich żołnierzy w Maroku w 1921 roku, znacznie ponad połowa była niepiśmiennymi poborowymi z najbiedniejszych części hiszpańskiego społeczeństwa, którzy zostali wysłani do Maroka po minimalnym przeszkoleniu. Pomimo zapewnień gen. Manuela Fernándeza Silvestre’a, że jego sprzęt był wystarczający do pokonania Rifian, w rzeczywistości około trzy czwarte karabinów w garnizonie Melilli było w kiepskim stanie z powodu złej konserwacji. Raport z końca 1920 roku, którym hiszpańscy dowódcy nigdy nie się nie przejmowali, ostrzegał, że wiele z trzymanych tam karabinów jest bezużytecznych lub bardziej niebezpiecznych dla strzelającego z nich żołnierza niż dla wroga.
Przeciętny hiszpański żołnierz w Maroku w 1921 roku otrzymywał równowartość trzydziestu czterech centów amerykańskich dziennie w ramach żołdu i żył na prostej diecie złożonej z kawy, chleba, fasoli, ryżu i kawałka mięsa niewiadomego pochodzenia. Wielu żołnierzy handlowało karabinami i amunicją na lokalnych targach w zamian za świeże warzywa. Baraki, w których mieszkali hiszpańscy żołnierze, były ciągle brudne, a opieka medyczna w kilku szpitalach bardzo słaba. Wysoko w górach Hiszpanie mieszkali w małych placówkach znanych jako blocaos, co amerykański historyk Stanley Payne opisał w ten sposób: „Wielu z nich nie miało żadnej toalety, a żołnierz, który wyszedł z brudnego bunkra, ryzykował wystawienie się na ostrzał czających się w pobliżu członków lokalnego plemienia”.

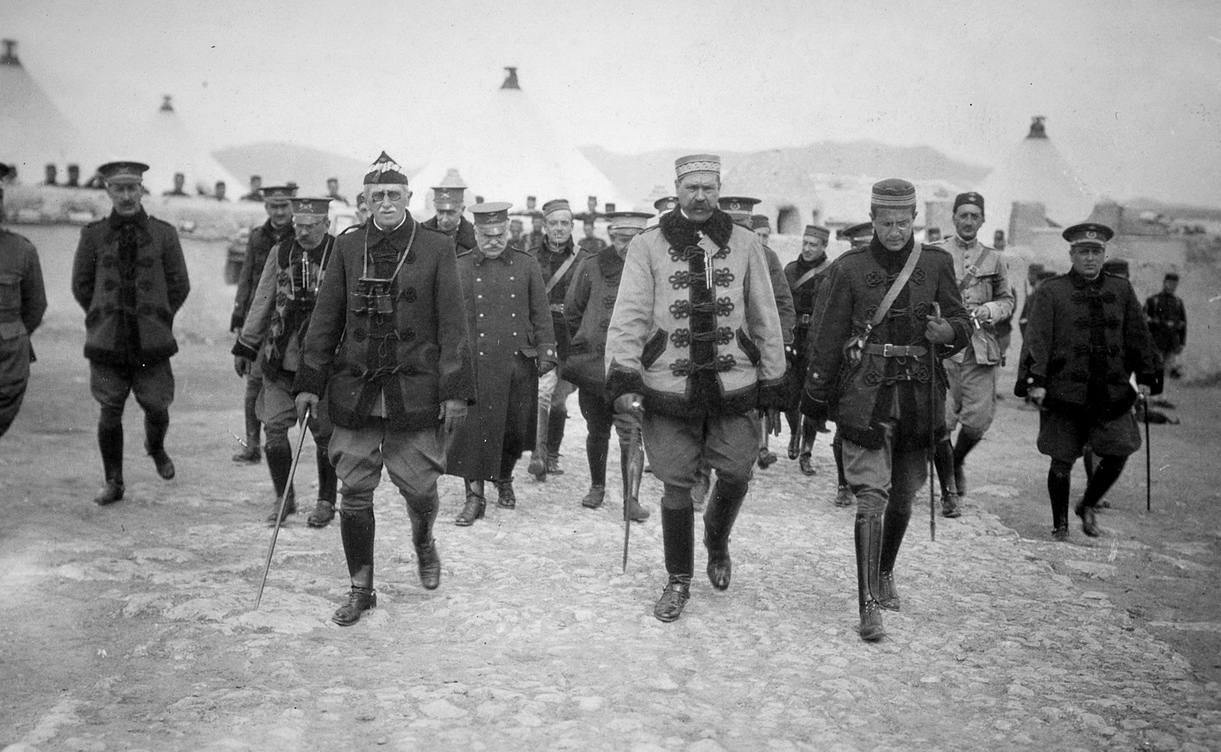
Gen. Manuel Fernández Silvestre w Melilli, 1921 rok

Kontynuując praktykę zapoczątkowaną na Kubie, korupcja kwitła w przekupnym hiszpańskim korpusie oficerskim, towary przeznaczone dla żołnierzy były sprzedawane na czarnym rynku, a fundusze przeznaczone na budowę dróg i linii kolejowych w Maroku trafiały do kieszeni starszych oficerów. Duża liczba hiszpańskich oficerów nie potrafiła czytać map, co wyjaśnia, dlaczego hiszpańskie jednostki tak często gubiły się w górach Rifu. Ogólnie rzecz biorąc, studiowanie sztuki wojennej nie było uważane za dobre wykorzystanie czasu oficera, a większość z nich poświęciła swój wolny czas w Melilli, za słowami amerykańskiego dziennikarza Jamesa Perry'ego, na „hazard i prostytucję, czasami molestując rodzime, mauretańskie kobiety”. Morale w armii było bardzo słabe, a większość hiszpańskich żołnierzy chciała po prostu wrócić do domu i opuścić Maroko na zawsze. Z powodu prostytutek przyjeżdżających z Hiszpanii, które w większości przywiązały się do hiszpańskich baz w Maroku, w armii hiszpańskiej szerzyły się choroby weneryczne. Fernández Silvestre doskonale zdawał sobie sprawę ze słabego morale swoich żołnierzy, ale nie uważał tego za problem, wierząc, że jego wróg jest tak zły, że problemy dotykające jego żołnierzy nie mają większego znaczenia.
Mimo przewagi liczebnej oddziały „metropolitarne” nie mogły się równać z wysoce wykwalifikowanymi i zmotywowanymi siłami Rifian. W związku z tym zaczęto coraz bardziej polegać na głównie zawodowych jednostkach wchodzących w skład hiszpańskiej armii kolonialnej. Od 1911 roku były to pułki marokańskich Regulares, którzy okazali się doskonałymi żołnierzami.
Inicjatywa była niepopularna również w niektórych częściach Hiszpanii. W 1909 roku, podczas wczesnych walk z plemieniem Rifu, próba powołania rezerwistów przez hiszpański rząd doprowadziła do powstania robotników w Barcelonie, znanego jako Tragiczny Tydzień. Katalońskie związki zawodowe, z których wieloma kierowali anarchiści, argumentowały, że klasa robotnicza Barcelony nie jest w konflikcie z ludem Rifu.

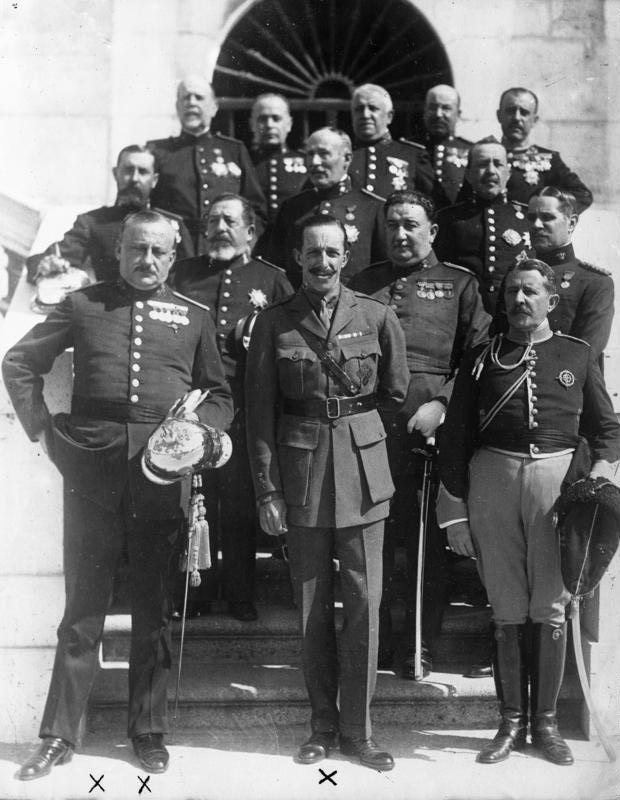
Gen. Miguel Primo de Rivera (w pierwszym rzędzie po lewej) z królem Alfonsem XIII i innymi wysokimi rangą hiszpańskimi oficerami

Po Tragicznym Tygodniu rząd hiszpański od 1911 roku próbował zebrać jak najwięcej jednostek regularnych, aby uniknąć dalszego oporu robotników przeciwko wojnom kolonialnym, ponieważ większość hiszpańskiej klasy robotniczej nie miała ochoty widzieć swoich synów wysyłanych do Maroka, zaczynając od polityka tego, co hiszpański historyk José Alvarez nazwał „marokańskim” podbojem Rifu. Po trudnościach i niepowodzeniach, jakich doświadczyła w latach 1909-1911, hiszpańska armia zaczęła przejmować wiele metod organizacji i taktyki od francuskich sił zbrojnych Afryki Północnej, które obsadzały większość Maroka i sąsiedniej Algierii. Szczególną uwagę zwrócono na Francuską Legię Cudzoziemską i jej hiszpański odpowiednik Tercio de Extranjeros („Brygada Cudzoziemców”), znana na świecie jako Hiszpańska Legia Cudzoziemska, powołana w 1920 roku. Zastępcą dowódcy jednego z jej pułków był wówczas płk Francisco Franco, szybko awansujący, młody oficer. W wojnie o Rif to Regulares i Hiszpańska Legia Cudzoziemska nowo-założona zapewniły dobrze przygotowanych żołnierzy, którzy wygrali tę wojnę dla Hiszpanii. W rzeczywistości mniej niż 25% składu „Legii Cudzoziemskiej” nie było Hiszpanami. Surowo zdyscyplinowani i zdeterminowani, szybko zdobyli reputację bezwzględnych. W miarę jak ich liczba wzrastała, hiszpański Legion i Regulares coraz częściej prowadzili ofensywne operacje po katastrofach, których doznały siły poborowe.

## Przebieg wojny

Lokalizacja Republiki Rifu

### Wczesne fazy
Na mocy traktatu feskiego z 1912 roku Hiszpania weszła w posiadanie ziem wokół Melilli i Ceuty. W 1920 roku hiszpański komisarz, gen. Dámaso Berenguer, podjął decyzję o podboju wschodnich terenów plemion Dżebali, ale odniósł niewielki sukces. Drugim oficerem w hiszpańskim systemie dowodzenia był gen. Manuel Fernández Silvestre, który dowodził sektorem wschodnim. Rozdzielił on swoje wojska na 144 forty i blocaos od Sidi Dris nad Morzem Śródziemnym przez góry Rifu do Annual i Tizi Azza, i dalej do Melilli. Typowy blocao liczył około tuzina ludzi, podczas gdy większe forty mieściły do 800 żołnierzy. Gen. Silvestre, znany ze swojej śmiałości i porywczości, pchnął swoich ludzi zbyt głęboko w góry Rifu, mając nadzieję na dotarcie do zatoki Alhucemas bez podjęcia koniecznych działań w celu zbudowania sieci wsparcia logistycznego zdolnej do zaopatrywania jego ludzi w blocaos w górach Rifu. Al-Karim wysłał do Silvestre'a list, w którym ostrzegał go, aby nie przekraczał rzeki Amekran, bo inaczej umrze. Silvestre skomentował dla hiszpańskiej prasy ten list, mówiąc, że: „Ten człowiek, Abd al-Karim, jest szalony. Nie będę poważnie traktować groźby małego, berberskiego wodza, który jeszcze niedawno był na mojej łasce. Jego bezczelność zasługuje na nową karę”. Al-Karim pozwolił Silvestre'owi wejść w głąb Rifu, wiedząc, że hiszpańska logistyka była, według słów hiszpańskiego historyka José Alvareza, w najlepszym razie „wątła”.
1 lipca 1921 roku hiszpańska armia w północno-wschodnim Maroku pod dowództwem gen. Silvestre'a została pokonana przez siły Abd al-Karima, w bitwie, która stała się znana w Hiszpanii jako katastrofa annualska. Ok. 8000 żołnierzy i oficerów z łącznej liczby 20 000 zginęło lub przepadło bez wieści, a wśród nich gen. Silvestre. Ostateczna liczba ofiar śmiertelnych wśród wojsk hiszpańskich, zarówno pod Annual, jak i podczas późniejszej klęski, po której siły Rifian przedostały się aż na peryferia Melilli, została zgłoszona Kortezom Generalnym, wyniosła 13 192. Hiszpanie zostali zepchnięci nad wybrzeże i przez następne pięć lat pomiędzy nimi a Rifianami toczyły się tylko sporadyczne walki. Siły Rifian przesunęły się na wschód i zajęły ponad 130 hiszpańskich posterunków wojskowych.

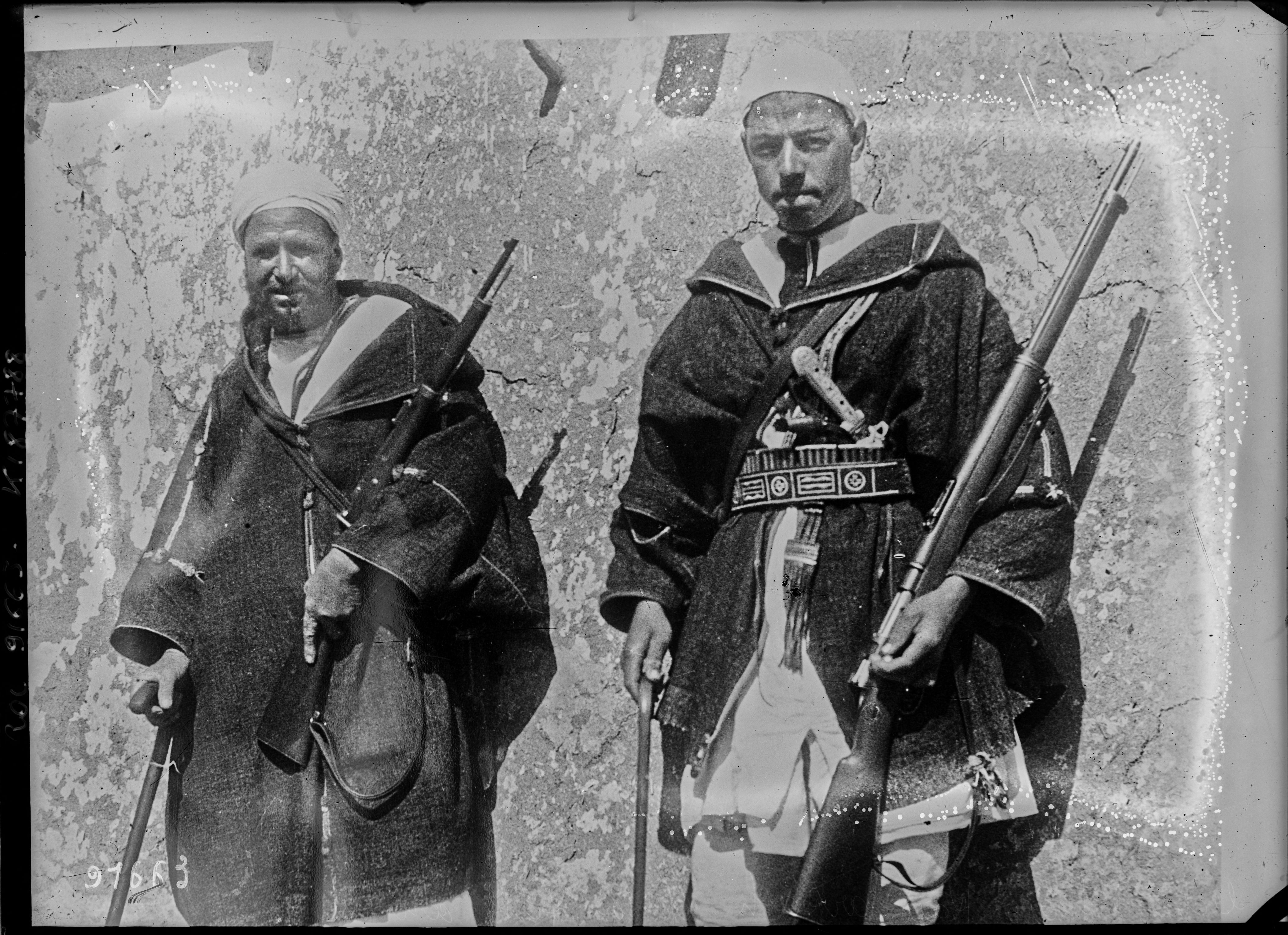
Berberowie ze zdobycznymi karabinami: hiszpańskim mauserem i francuskim berthierem

Pod koniec sierpnia 1921 roku Hiszpania straciła wszystkie terytoria, które zdobyła od 1909 roku. Oddziały hiszpańskie zostały zepchnięte do Melilli, która była ich największą bazą we wschodnim Rifie. Hiszpania nadal miała 14 000 żołnierzy w Melilli. Jednak Abd al-Karim nakazał swoim siłom nie atakować miasta. Następnie powiedział pisarzowi J. Rogerowi-Matthieu, że z uwagi na to, iż przedstawiciele innych narodów europejskich także mieszkali w Melilli, obawiano się, że ich państwa interweniują w wojnie, gdyby ich obywatele ucierpieli. Inne powody obejmowały rozproszenie wojowników z kilku luźno sprzymierzonych ze sobą plemion po zwycięstwie pod Annual oraz przybycie do Melilli znacznych posiłków z Legionu Hiszpańskiego i innych jednostek hiszpańskich odwołanych z operacji w zachodnim Maroku. Pod koniec sierpnia siły hiszpańskie pod Melillą liczyły 36 000 żołnierzy pod dowództwem gen. José Sanjurjo, więc mógł rozpocząć się powolny proces odzyskiwania utraconych terytoriów.
W ten sposób Hiszpanie mogli zachować swoją największą bazę we wschodnim Rifie. Później Abd al-Karim przyznał: „Gorzko żałuję tego rozkazu. To był mój największy błąd. Wszystkie następne klęski wydarzyły się z powodu tego błędu”.
W styczniu 1922 roku Hiszpanie odzyskali swój główny fort w Monte Arruit (gdzie znaleźli ciała 2600 członków garnizonu) i ponownie zajęli równinę przybrzeżną aż do Tistutin i Batel. Siły Rifian umocniły natomiast swoją kontrolę nad górami w głębi lądu, w wyniku czego doszło do impasu. Hiszpańskie wojsko ponosiło straty nawet na morzu; w marcu statek transportowy Juan de Joanes został zatopiony w zatoce Alhucemas przez baterie przybrzeżne Rifian, a w sierpniu 1923 roku, podczas ostrzału pozycji Rifian, pancernik España osiadł na mieliźnie przy przylądku Ras Salasat Madari i ostatecznie został zezłomowany na miejscu. Chcąc przełamać impas, hiszpańskie wojsko posunęło się do użycia broni chemicznej przeciwko Rifianom.

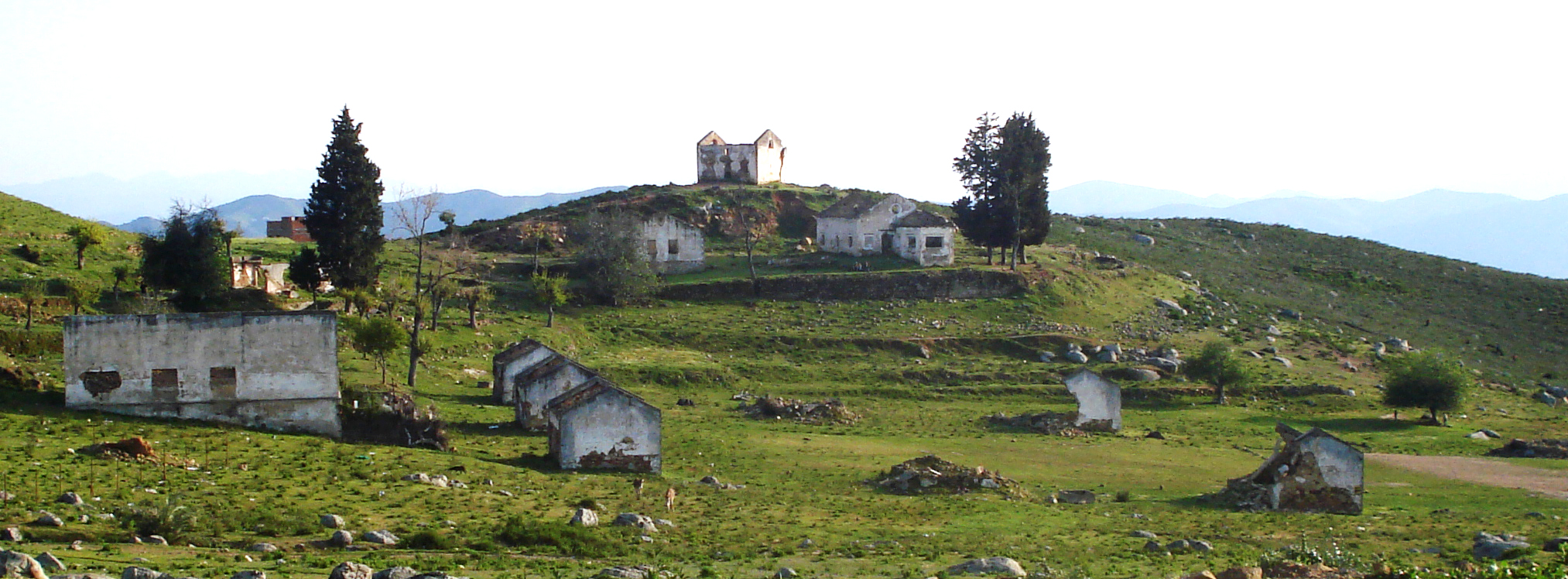
Ruiny hiszpańskiego obozu w pobliżu Chefchaouen

Wojna o Rif spolaryzowała hiszpańskie społeczeństwo na dwa obozy: africanistas, pragnący założyć imperium w Afryce i abandonistas, którzy chcieli porzucić Maroko jako niewarte krwi i pieniędzy. Po „katastrofie annualskiej” działania wojsk hiszpańskich w Rifie stawały się coraz trudniejsze, ponieważ armia ledwo utrzymywała przyczółki w Maroku, abandonistas było coraz więcej, a wielu Hiszpanów nie widziało sensu w tej wojnie. W sierpniu 1923 roku hiszpańscy żołnierze wyruszający do Maroka zbuntowali się na dworcach kolejowych, inni żołnierze w Maladze po prostu odmówili wejścia na pokład statków, które miały ich zabrać do Afryki, a w Barcelonie lewicowi demonstranci organizowali antywojenne protesty, na których palono hiszpańskie flagi, a machano flagami Republiki Rifu.
Ponieważ africanists byli w mniejszości, stawało się jasne, że jest tylko kwestią czasu, kiedy abandonistas zmuszą rząd hiszpański do rezygnacji z Rifu, co było jednym z powodów wojskowego zamachu stanu w 1923 roku. 13 września 1923 roku gen. Miguel Primo de Rivera przejął władzę w Hiszpanii siłą. Był on, według słów amerykańskiego dziennikarza Jamesa Perry’ego, „umiarkowanym dyktatorem”, przekonanym, że podziały między africanists i abandonistas doprowadziły Hiszpanię na skraj wojny domowej i że przejął władzę, aby znaleźć wyjście z kryzysu. Gen. de Rivera doszedł wkrótce do wniosku, że wojna jest nie do wygrania i rozważał wycofanie swoich żołnierzy na wybrzeże w celu przynajmniej częściowego zachowania Rifu, z możliwością odzyskania całego terytorium w przyszłości. Pod koniec lipca 1924 roku de Rivera odwiedził placówkę Hiszpańskiej Legii Cudzoziemskiej w Ben Tieb w Rifie, gdzie zaproszono go na bankiet, gdzie został poczęstowany jajkami przyrządzonymi na wiele różnych sposobów. W kulturze hiszpańskiej jajka są symbolem jąder, co miało zasugerować generałowi brak męstwa. De Rivera odpowiedział jednak spokojnie, że armia będzie musiała porzucić tylko część terytorium i że młodsi oficerowie nie powinni decydować za swoich dowódców o środkach niezbędnych do rozwiązania problemu marokańskiego. Jednak później zmodyfikował plany odwrotu, wycofując siły hiszpańskie z Chaouen i regionu Wad Lau do przygotowanej, ufortyfikowanej linii obronnej, nazwanej jego drugim imieniem: „Linia Primo”.

### Interwencja francuska

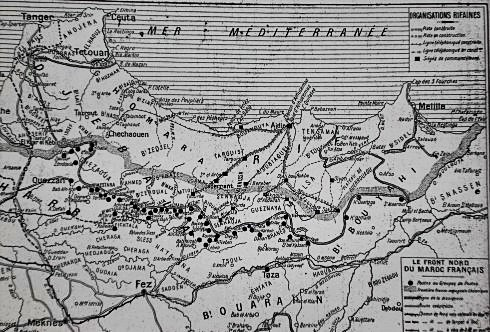
Współczesna mapa przedstawiająca linę frontu i francuskie posterunki wojskowe

W maju 1924 roku armia francuska utworzyła linię posterunków na północ od rzeki Oureghla na spornym terytorium plemiennym. Szacuje się, że 12 kwietnia 1925 roku około 8000 Rifian zaatakowało tę linię i w ciągu dwóch tygodni ponad 40 z 66 francuskich posterunków zostało zdobytych lub opuszczonych przez obrońców. Liczba ofiar francuskich przekroczyła 1000 zabitych, 3700 rannych i 1000 zaginionych - co stanowiło ponad 20 procent ich sił rozmieszczonych w Rifie. W związku z tym Francuzi interweniowali w wojnie o Rif po stronie Hiszpanii, mianując marsz. Philippe Pétaina głównodowodzącym francuskich sił ekspedycyjnych liczących do 160 000 dobrze wyszkolonych i wyposażonych żołnierzy z jednostek metropolitalnych, algierskich, senegalskich i Francuskiej Legii Cudzoziemskiej. Z całkowitymi siłami hiszpańskimi liczącymi w tym momencie około 90 000 ludzi, siły Rifian były teraz znacznie przewyższone liczebnie przez ich francusko-hiszpańskich przeciwników. Ostateczna liczba strat francuskich w wojnie sięgnęła łącznie 8628 ludzi.
17 września 1925 roku szwadron amerykańskich lotników najemnych na służbie Francji zbombardował zajęte przez rebeliantów Chefchaouen.

### Zakończenie wojny

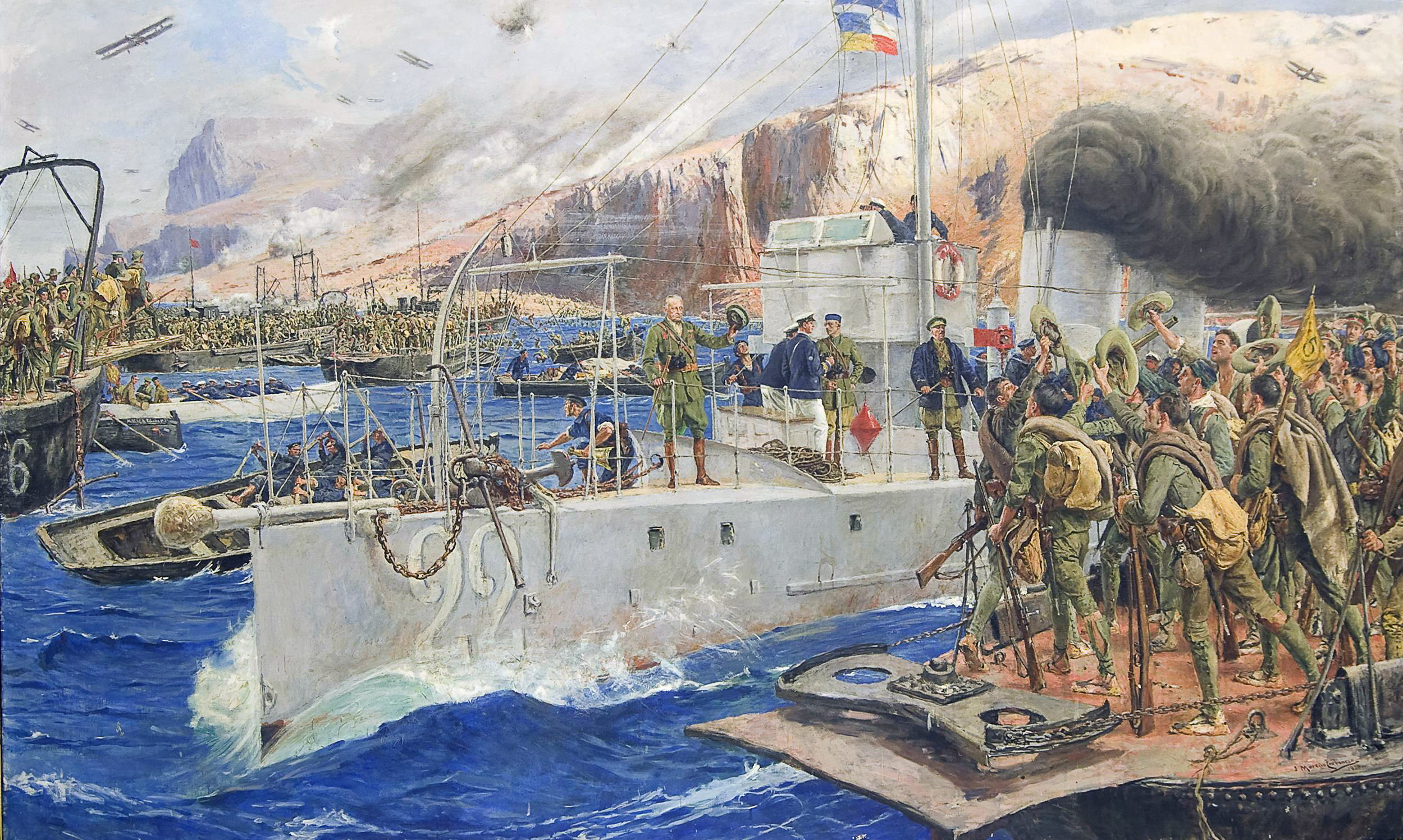
Lądowanie pod Alhucemas na obrazie José Moreno Carbonero

Do ostatecznego ataku, który rozpoczął się 8 maja 1925 roku, Francuzi i Hiszpanie rzucili 123 000 żołnierzy, wspieranych przez 150 samolotów, przeciwko 12 000 Rifian. Dobrze wyszkolone wojsko i zaawansowany techniczne sprzęt szybko rozstrzygnęły wynik wojny na korzyść Hiszpanii i Francji. Francuskie wojska przedarły się od południa, podczas gdy hiszpańska flota i armia zajęły zatokę Alhucemas podczas desantu we wrześniu (był to pierwszy desant morski w historii, w którym użyto czołgów i wsparcia powietrznego), po czym zaczęły atakować od północy. Po roku zaciekłych walk, Abd al-Karim, przywódca Rifian, poddał się wojskom francuskim, a do wiosny 1927 roku hiszpańskie Maroko zostało całkowicie odzyskane.
Jednak niepopularność tej wojny w hiszpańskim społeczeństwie i wcześniejsze porażki armii hiszpańskiej przyczyniły się do wzrostu niestabilności władzy, osłabienia autorytetu rządu i króla, a wreszcie do upadku monarchii w Hiszpanii i ustnowienia republiki w 1931 roku.

## Zbrodnie wojenne

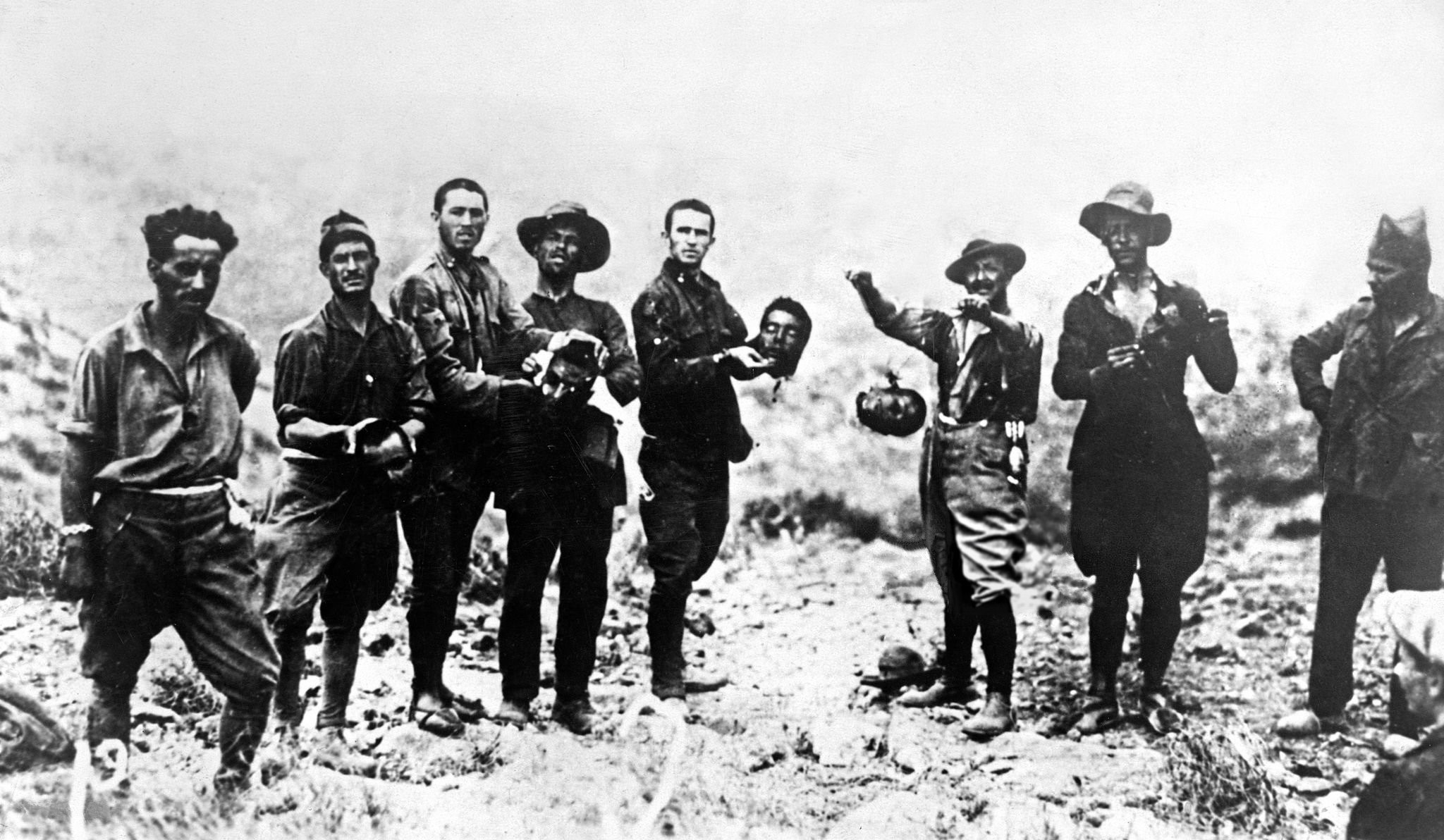
Hiszpańscy legioniści trzymający odcięte głowy Marokańczyków, 1922

W czasie wojny o Rif obie storny dopuszczały się brutalnych zbrodni wojennych. 9 sierpnia 1921 roku doszło do masakry na Monte Arruit, w czasie której zamordowano 2000 żołnierzy armii hiszpańskiej, którzy poddali się w obozowisku na Monte Arruit w pobliżu Al Aaroui po 12-dniowym oblężeniu. Zbrodnie popełnione później przez armię hiszpańską w Afryce były tłumaczone „kompulsywnym duchem zemsty” za tę i inne masakry popełnione przez Rifian oraz chęcią wymierzenia kary zbuntowanym plemionom.
Począwszy od 1924 roku Hiszpanie używali broni chemicznej podczas konfliktu, co stanowiło pierwsze powszechne zastosowanie gazów bojowych po zakończeniu I wojny światowej. Armia hiszpańska używała fosgenu, difosgenu, chloropikryny i gazu musztardowego również przeciwko ludności cywilnej, a także w celu zatrucia targowisk i rzek. Chociaż Hiszpania podpisała protokół genewski w 1925 roku, który zabraniał używania broni chemicznej i biologicznej, to jej użycie nie było zakazane w konfliktach wewnętrznych, a z punktu widzenia Hiszpanii wojna toczyła się na terytorium ich protektoratu.
Niektórzy badacae podają użycie hiszpańskiej bronie chemicznej jako główną przyczynę powszechnego występowania nowotworów w regionie Rifu, który nadal jest najwyższy w całym Maroku; na przykład, według szefa Stowarzyszenia Ofiar Gazów Trujących (ATGV), badania wykazały, że „istnieją silne przesłanki, iż przyczyną nowotworów są gazy używane przeciwko ruchowi oporu na północy”. Pisarz Juan Pando zauważył jednak, że obszary Francji i Belgii, które zostały znacznie bardziej pokryte gazem podczas działań na froncie zachodnim I wojny światowej, nie odnotowują takich wskaźników zachorowań na nowotwory.
Miguel Alonso, Alan Kramer i Javier Rodrigo napisali w książce Fascist Warfare, 1922–1945: Aggression, Occupation, Annihilation: „Chociaż wojna w Rifie nie była wojną „faszystowską”, w postkolonialnej rekonkwiście bezbożnej, republikańskiej Hiszpanii zastosowano kilka metod „pacyfikacji” ludności […] Poza decyzją o nieużywaniu broni chemicznej, kampania Franco na rzecz „oczyszczenia Hiszpanii” przypominała tę w Maroku: zbieranie informacji wywiadowczych poprzez tortury, doraźne egzekucje, praca przymusowa, gwałty i sadystyczne zabijanie jeńców”.
Donoszono również o okaleczeniach pojmanych Marokańczyków przez Hiszpanów, w tym o odcinaniu głów jako odwecie za okaleczenia zadane na wczesnym etapie wojny hiszpańskim żołnierzom.